# Wojciech Romanowski (lekkoatleta)
Wojciech Romanowski (ur. 22 kwietnia 1950) – polski lekkoatleta, sprinter, medalista halowych mistrzostw Europy i mistrzostw Polski.

## Kariera sportowa
Był zawodnikiem Startu Lublin i Legii Warszawa.
Jego największym sukcesem w karierze był srebrny medal halowych mistrzostw Europy w 1975 w sztafecie 4 × 2 okrążenia (z Jerzym Włodarczykiem, Romanem Siedleckim i Wiesławem Puchalskim).
Na mistrzostwach Polski seniorów na otwartym stadionie zdobył dwa brązowe medale w sztafecie 4 × 100 metrów (1973, 1974). W 1975 został brązowym medalistą halowych mistrzostw Polski seniorów w biegu na 400 metrów.
Rekord życiowy na 200 metrów: 21,30 (16.09.1973), na 400 metrów: 47,58 (14.07.1975).